# Li Huanzhi
Li Huanzhi (李煥之, eigenlijk: Li Zhaocai 李昭彩, maar ook bekend als: Li Zhonghuan 李鍾煥; Hongkong, 2 januari 1919 – Peking, 19 maart 2000) was een Chinees componist, muziekpedagoog en dirigent. 

## Levensloop
Li studeerde vanaf 1936 aan het Nationale muziekinstituut Shanghai bij onder anderen Xiao Youmei. In 1938 verhuisde hij naar Yan'an en studeerde aldaar in de muziekafdeling van het Lu Xun Arts College en behaalde zijn diploma's. Later studeerde hij privé bij Xian Xinghai (compositie en orkestdirectie). Hij was docent van het Lu Xun Arts College. Na de Tweede Chinees-Japanse Oorlog werd hij hoofd van de North China United University, nu: Renmin University of China in Peking. Na de oprichting van de Volksrepubliek China in oktober 1949 werd het Centraal Muziek-Conservatorium opgericht en hij werd directeur van deze instelling. Eveneens was hij directeur van het Central Ensemble of Songs and Dances en dirigent van het China Central Chinese Orchestra. In 1985 werd hij gekozen als voorzitter van de Chinese muzikanten federatie. 
Verschillende van zijn composities zijn ook in het Westen bekend.

## Composities

### Werken voor orkest
- 1e Symfonie - "Hero Island"
- 2e Symfonie - "Weg"
- Ballet Suite from "The white-haired girl"
- Fantasie over de Miluo rivier (汨羅江幻想曲), voor Guzheng en Chinees orkest
- Guard Our Motherland (保衛祖國)
- High Mountains, Flowing Water (高山流水)
- Heroes' monument (人民英雄纪念碑)
- Mars van overwinning (民國建國進行曲/勝利進行曲)
- Nomad Flute (胡笳吟)
- Ode aan de jeugd (青年頌)
- Shepherd Elegy (牧羊哀歌)
- Socialism is Good (社會主義好)
- Spring Festival Overture (春節序曲)
- Spring Festival Suite (春節組曲)
  1. Overture
  2. Love song
  3. Dialogue song
  4. Finale, lantern show
- Su Wu (蘇武)
- Gele bloemen (黄花曲)

### Werken voor harmonieorkest
- Chinese Spring Festival Overture (春節序曲) - bewerkt door Yek Shu Han

### Vocale muziek
- Ballad for Tea Hills
- Het Oosten is Rood (东方红), revolutionaire liederen
- Love song of tea hill
- One hill facing the other hill
- Picking tea in high mountain
- Sisters are busy picking tea

## Publicaties
- De kunst der compositie (论作曲的艺术), 上海文艺出版社 : 新華書店上海发行所发行, Shanghai : Shanghai wen yi chu ban she : Xin hua shu dian Shanghai fa xing suo fa xing, 1985. 235 p.
- Essay over volksmuziek (民族民间音乐散论), 山东文艺出版社 : 山东省新华书店发行, Jinan : Shandong wen yi chu ban she : Shandong sheng xin hua shu dian fa xing, 1984. 172 p.
- Hoe kan je compositie studeren (怎样学习作曲), 音乐出版社, Beijing, Yin yue chu ban she, 1959. 92 p.